# Stygarctus
Genre
Stygarctus est un genre de tardigrades de la famille des Stygarctidae. 

## Liste des espèces
Selon Degma, Bertolani et Guidetti, 2014 :
- Stygarctus abornatus McKirdy, Schmidt & McGinty-Bayly, 1976
- Stygarctus ayatori Fujimoto, 2014
- Stygarctus bradypus Schulz, 1951
- Stygarctus gourbaultae Renaud-Mornant, 1981
- Stygarctus granulatus Pollock, 1970
- Stygarctus lambertii Grimaldi de Zio, D’Addabbo Gallo, Morone De Lucia & Daddabbo, 1987
- Stygarctus spinifer Hiruta, 1985

## Publication originale
- Schulz, 1951 : Über Stygarctus bradypus n. g., n. sp., einen Tardigraden aus dem Kustengrundwasser, und seine phylogenetische Bedeutung. Kieler Meeresforschungen, vol. 8, p. 86-97.